# Храм Святого Николая Чудотворца (Каган)
Храм Святого Никола́я Чудотво́рца — действующий православный храм Ташкентской и Узбекистанской епархии Среднеазиатского митрополичьего округа Русской православной церкви, расположенный в городе Кагане (Узбекистан). Освящён в честь Николая Чудотворца в 1969 году.

## История
Храм построен в 1968 году из жжёного кирпича в центре железнодорожного городка. Строился на пожертвования горожан священником Павлом Адельгеймом. Он же привёз иконостас из московского храма Преображения Господня, взорванного в 1964 году. После строительства Павла Адельгейма арестовали.
Храм представляет собой небольшое помещение с куполом, расположенным не по центру. В апсиде находится иконостас.

## Галерея

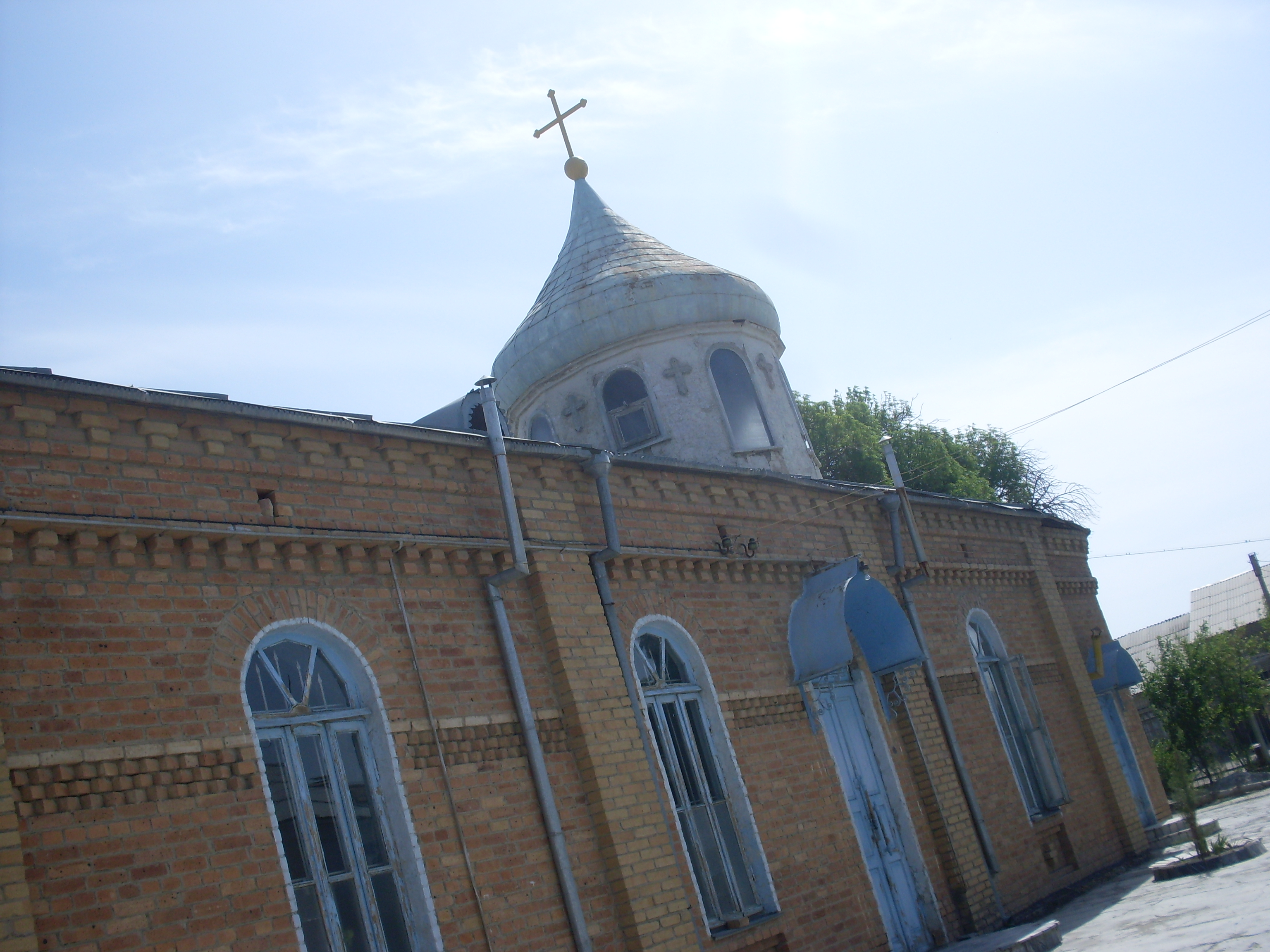
Вид сбоку
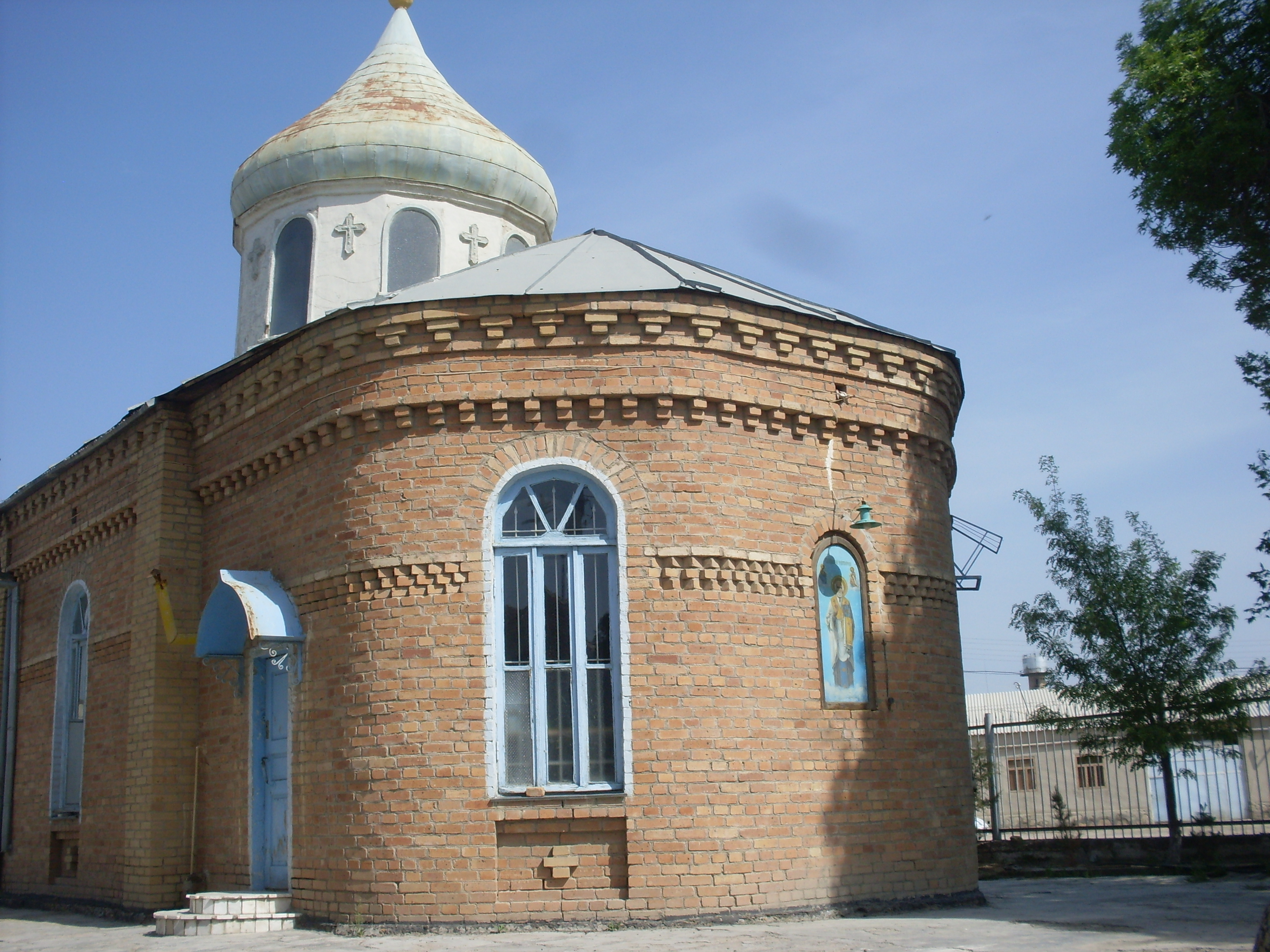
Вид сзади
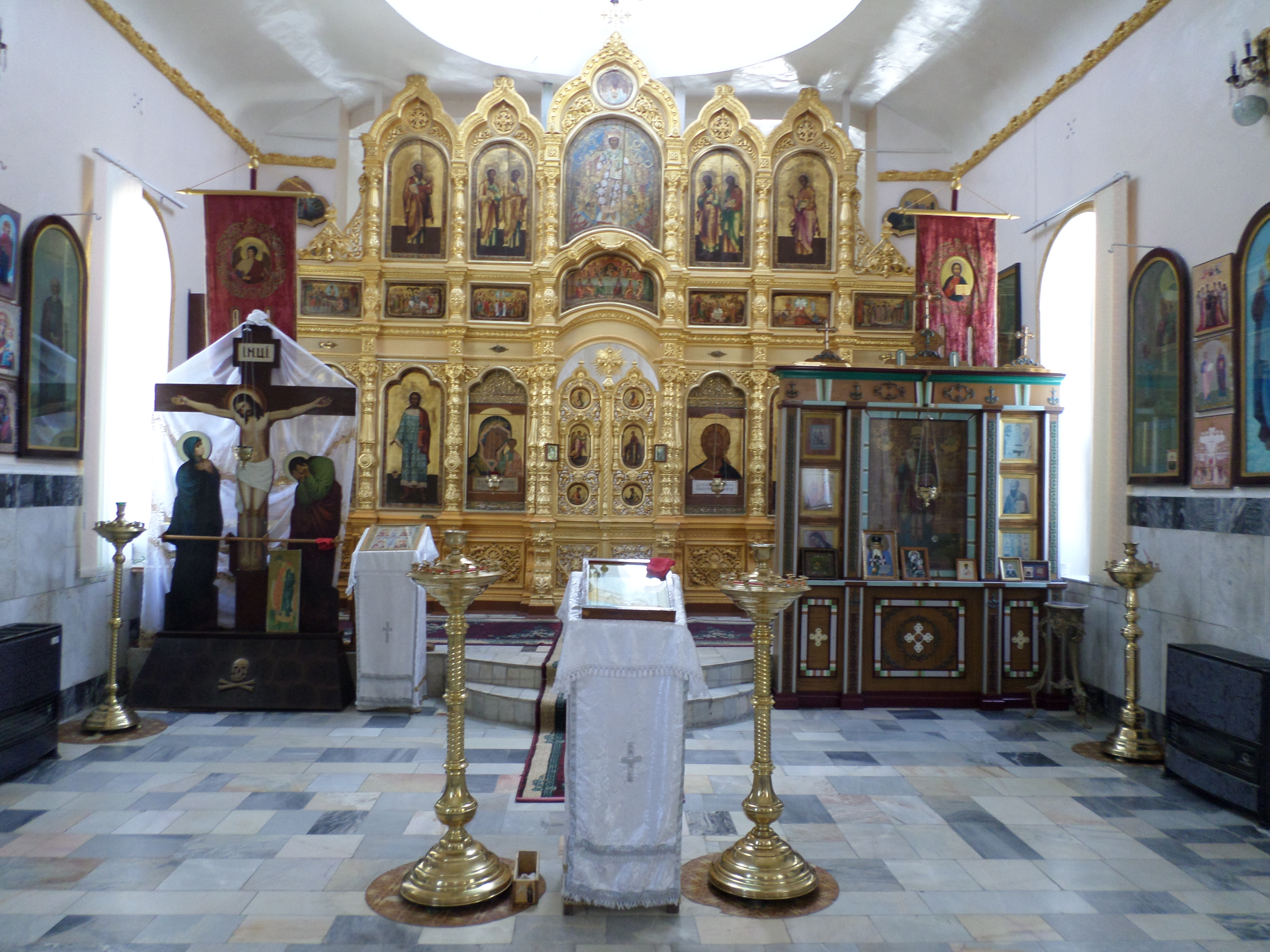
Иконостас
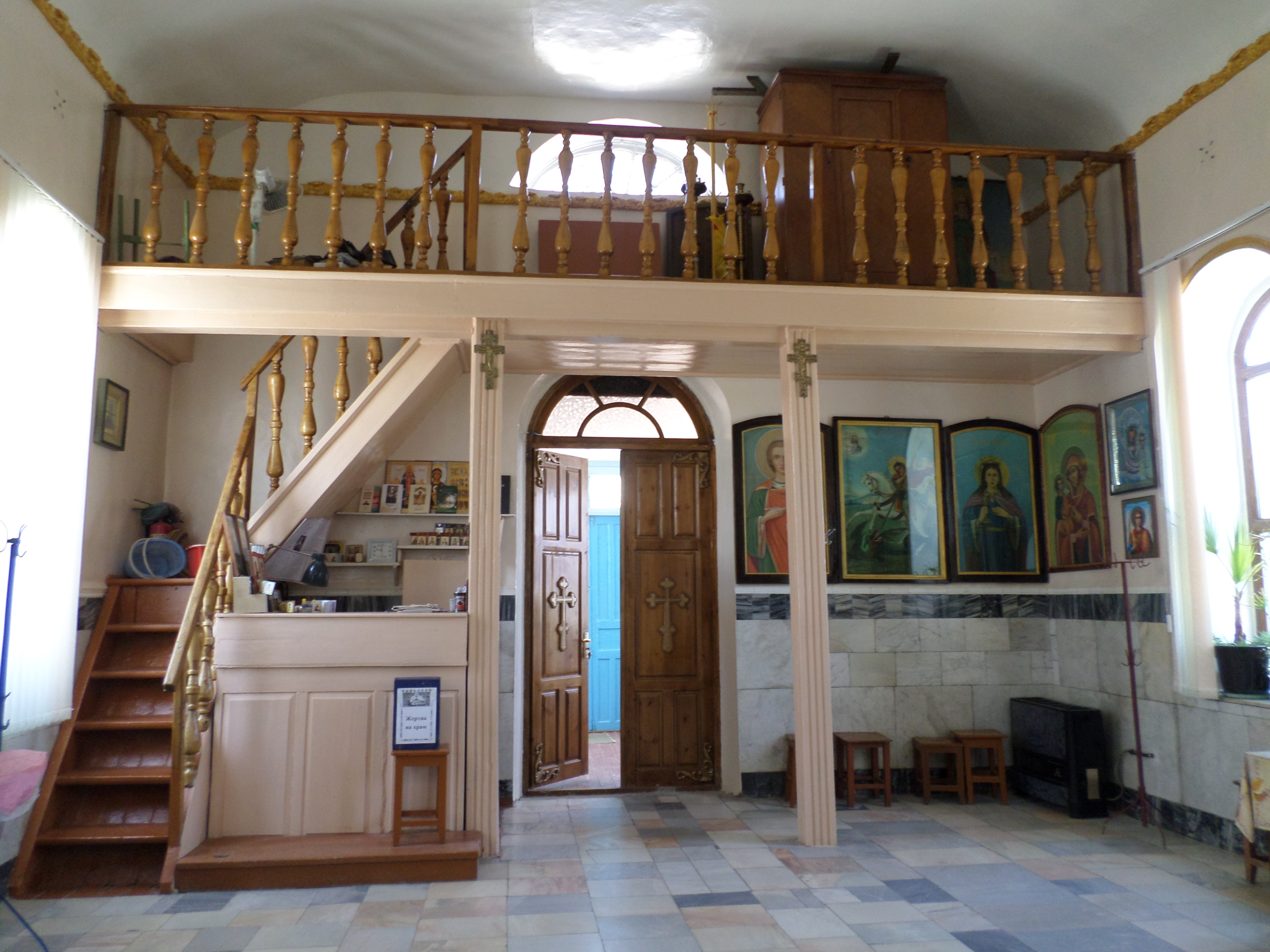
Вход в церковь